# Ethel Thomson Larcombe

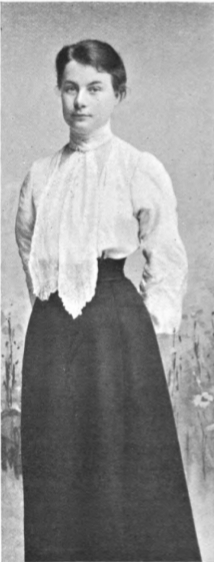
Thomson-Larcombe (um 1900)

Ethel Thomson Larcombe (* 8. Juni 1879 in Islington, London als Ethel Warneford Thomson; † 11. August 1965 in Budleigh Salterton) war eine englische Tennis- und Badmintonspielerin.
Ihren größten Erfolg im Tennis feierte sie 1912 bei den englischen Tennismeisterschaften in Wimbledon, als sie im Finale Charlotte Cooper besiegte. Außerdem gewann sie 1914 den Mixedwettbewerb zusammen mit James Parke.
In den Jahren 1903 und 1904 gewann sie zudem die Doppelkonkurrenz in Wimbledon, die aber erst ab 1913 als echter Bestandteil der All England Lawn Tennis Championships geführt werden.
Im Badminton siegte sie elfmal bei den All England, davon fünfmal im Einzel, viermal im Doppel und zweimal im Mixed.

## Titel im Tennis

### Einzel
| Nr. | Jahr | Turnier                 | Belag | Finalgegnerin           | Ergebnis |
| --- | ---- | ----------------------- | ----- | ----------------------- | -------- |
| 1.  | 1912 | Wimbledon Championships | Rasen | Charlotte Cooper-Sterry | 6:3, 6:1 |

### Mixed
| Nr. | Jahr | Turnier                 | Belag | Partner     | Finalgegner                          | Ergebnis      |
| --- | ---- | ----------------------- | ----- | ----------- | ------------------------------------ | ------------- |
| 1.  | 1914 | Wimbledon Championships | Rasen | James Parke | Anthony Wilding Marguerite Broquedis | 4:6, 6:4, 6:2 |

## Titel im Badminton

### Einzel
| Jahr | Turnier          |
| ---- | ---------------- |
| 1900 | All England 1900 |
| 1901 | All England 1901 |
| 1903 | All England 1903 |
| 1904 | All England 1904 |
| 1906 | All England 1906 |

### Doppel
| Jahr | Turnier                 | Partner      |
| ---- | ----------------------- | ------------ |
| 1902 | All England 1902        | Meriel Lucas |
| 1904 | All England 1904        | Meriel Lucas |
| 1905 | All England 1905        | Meriel Lucas |
| 1905 | Middlesex Championships | Meriel Lucas |
| 1906 | All England 1906        | Meriel Lucas |

### Mixed
| Jahr | Turnier                 | Partner            |
| ---- | ----------------------- | ------------------ |
| 1903 | All England 1903        | George Alan Thomas |
| 1905 | Middlesex Championships | George Alan Thomas |
| 1906 | All England 1906        | George Alan Thomas |